# Emma Terebo
Emma Terebo, née le 10 juillet 1998, est une nageuse française.

## Biographie
Originaire de Nouvelle Calédonie, Emma Terebo, est une nageuse spécialiste du 100m et 200m dos. Repérée dès l’âge de 16 ans grâce à des résultats très prometteur, Emma a choisi à 18 ans de partir aux États-Unis afin de se concilier au mieux ses études et la pratique de la natation. Éloignée des bassins français et des grandes compétitions internationales, Emma revient quatre ans plus tard avec un bachelor en sciences sociales et politique publique mais avec l’intention d’arrêter la natation et de continuer ses études en Australie. C’est en participant à ce qu’elle pensait être ses derniers championnats de France en 2021 que Emma replonge dans le grand bain avec cette fois un objectif, celui de participer aux Jeux Olympiques de Paris en 2024. À 25 ans, la nageuse désormais licenciée à l'Amiens Métropole Natation et pensionnaire de l’INSEP renoue rapidement avec la performance.

## Carrière sportive
Aux Championnats d'Océanie de natation 2012 à Nouméa, elle est médaillée d'argent des relais 4 × 100 mètres nage libre et 4 × 200 mètres nage libre et médaillée de bronze du 100 mètres nage libre, des 50, 100 et 200 mètres dos ainsi que du relais 4 × 100 mètres 4 nages. Elle est ensuite médaillée de bronze du 4 × 100 mètres nage libre aux Championnats d'Océanie de natation 2014 à Auckland.
Sous les couleurs de la France, elle participe aux Championnats d'Europe de natation en petit bassin 2015 à Netanya, sans remporter de médaille.
Elle remporte aux Jeux du Pacifique de 2015 à Port Moresby neuf médailles d'or (sur 50 et 100 mètres nage libre, sur 50 et 100 mètres dos, sur 50 mètres papillon, et sur les relais 4 × 100 mètres nage libre, 4 × 200 mètres nage libre, 4 × 100 mètres 4 nages et 4 × 50 mètres 4 nages) et une médaille de bronze sur le relais 4 × 50 mètres nage libre.
Sous les couleurs de la France, elle participe aux Jeux olympiques de la jeunesse d'été de 2014 à Nankin, sans remporter de médaille.
Elle remporte aux Jeux du Pacifique de 2019 à Apia sept médailles d'or (sur 50 et 100 mètres nage libre, sur 100 mètres dos et sur les relais 4 × 200 mètres nage libre, 4 × 100 mètres 4 nages, 4 × 50 mètres nage libre et 4 × 50 mètres 4 nages) et une médaille d'argent sur le relais 4 × 100 mètres nage libre.
Elle est sacrée championne de France du 100 mètres dos et du 200 mètres dos aux Championnats de France de natation 2022 à Limoges,.
Elle termine 5e du 100 mètres dos lors des Championnats du monde de natation 2022 à Budapest.
Aux Championnats d'Europe de natation 2022 à Rome, elle est médaillée d'argent du relais 4 × 100 mètres 4 nages (en participant seulement aux séries).
Aux Jeux olympiques de Paris 2024, elle termine 7e du 100 mètres dos,.

## Carrière professionnelle
En février 2023, Emma Terebo intègre la police nationale en tant que « réserviste opérationnelle ». 

## Palmarès

### Championnats d'Europe
- Championnats d'Europe 2022 à Rome
  -  Médaille d'argent au relais 4 x 100 mètres 4 nages

### Championnats de France
- Championnats de France 2022 à Limoges
  -  Médaille d'or du 100 mètres dos
  -  Médaille d'or du 200 mètres dos

### Jeux du Pacifique
- Jeux du Pacifique 2019 aux Samoa
  -  Médaille d'or du 50 mètres nage libre
  -  Médaille d'or du 100 mètres nage libre
  -  Médaille d'or du 100 mètres dos
  -  Médaille d'or du relais 4 × 200 mètres nage libre
  -  Médaille d'or du 4 × 100 mètres 4 nages
  -  Médaille d'or du 4 × 50 mètres 4 nages
  -  Médaille d'or du 4 × 50 mètres nage libre
  -  Médaille d'argent du relais 4 × 100 mètres nage libre

- Jeux du Pacifique 2015 en Papouasie-Nouvelle-Guinée
  -  Médaille d'or du 50 mètres nage libre
  -  Médaille d'or du 100 mètres nage libre
  -  Médaille d'or du 50 mètres dos
  -  Médaille d'or du 100 mètres dos
  -  Médaille d'or du 50 mètres papillon
  -  Médaille d'or du relais 4 × 100 mètres nage libre
  -  Médaille d'or 4 × 200 mètres nage libre
  -  Médaille d'or du 4 × 50 mètres 4 nages
  -  Médaille d'or du 4 × 100 mètres 4 nages
  -  Médaille de bronze du relais 4 × 50 mètres nage libre

### Championnats d'Océanie
- Championnats d'Océanie 2014 en Nouvelle-Zélande
  -  Médaille de bronze du 4 × 100 mètres nage libre

- Championnats d'Océanie 2012 en Nouvelle-Calédonie
  -  Médaille d'argent du relais 4 × 100 mètres nage libre
  -  Médaille d'argent du 4 × 200 mètres nage libre
  -  Médaille de bronze du 100 mètres nage libre
  -  Médaille de bronze du 50 mètres dos
  -  Médaille de bronze du 100 mètres dos
  -  Médaille de bronze du 200 mètres dos
  -  Médaille de bronze du relais 4 × 100 mètres 4 nages